# Collegio plurinominale Lazio 2 - 02 (2017)
Il collegio elettorale plurinominale Lazio 2 - 02 è stato un collegio elettorale plurinominale della Repubblica Italiana per l'elezione della Camera tra il 2017 ed il 2022.

## Territorio
Come previsto dalla legge elettorale italiana del 2017, il collegio era stato definito tramite decreto legislativo all'interno della circoscrizione Lazio 2.
Il collegio comprendeva la zona definita dai quattro collegi uninominali Lazio 2 - 04 (Frosinone), Lazio 2 - 05 (Cassino), Lazio 2 - 06 (Terracina) e Lazio 2 - 07 (Latina).

## Dati elettorali

### XVIII legislatura
Come previsto dalla legge elettorale, 386 deputati erano eletti in 63 collegi plurinominali con ripartizione proporzionale a livello nazionale tra le coalizioni e le singole liste che avessero superato la soglia di sbarramento stabilita.
Nel collegio venivano eletti 11 deputati.
| Liste          | Liste                                       | Proporzionale | Proporzionale | Proporzionale | Maggioritario | Maggioritario | Maggioritario |  |
| Liste          | Liste                                       | Voti          | %             | Seggi         | Voti          | %             | Seggi         |  |
| -------------- | ------------------------------------------- | ------------- | ------------- | ------------- | ------------- | ------------- | ------------- |  |
|                | Forza Italia                                | 110 482       | 18,58         | 1             | 247 166       | 41,56         | 3             |  |
|                | Lega                                        | 94 648        | 15,91         | 2             | 247 166       | 41,56         | 3             |  |
|                | Fratelli d'Italia                           | 35 058        | 5,89          | –             | 247 166       | 41,56         | 3             |  |
|                | Noi con l'Italia – UDC                      | 6 978         | 1,17          | –             | 247 166       | 41,56         | 3             |  |
|                | Movimento 5 Stelle                          | 213 282       | 35,86         | 3             | 213 282       | 35,86         | 1             |  |
|                | Partito Democratico                         | 81 523        | 13,71         | 1             | 96 865        | 16,29         | –             |  |
|                | +Europa                                     | 8 215         | 1,38          | –             | 96 865        | 16,29         | –             |  |
|                | Civica Popolare                             | 4 094         | 0,69          | –             | 96 865        | 16,29         | –             |  |
|                | Italia Europa Insieme                       | 3 033         | 0,51          | –             | 96 865        | 16,29         | –             |  |
|                | Liberi e Uguali                             | 15 534        | 2,61          | –             | 15 534        | 2,61          | –             |  |
|                | CasaPound                                   | 8 984         | 1,51          | –             | 8 984         | 1,51          | –             |  |
|                | Potere al Popolo!                           | 4 733         | 0,80          | –             | 4 733         | 0,80          | –             |  |
|                | Partito Comunista                           | 2 974         | 0,50          | –             | 2 974         | 0,50          | –             |  |
|                | Italia agli Italiani (FN - MSFT)            | 2 283         | 0,38          | –             | 2 283         | 0,38          | –             |  |
|                | Il Popolo della Famiglia                    | 2 022         | 0,34          | –             | 2 022         | 0,34          | –             |  |
|                | Per una Sinistra Rivoluzionaria (PCL - SCR) | 520           | 0,09          | –             | 520           | 0,09          | –             |  |
|                | Lista del Popolo per la Costituzione        | 416           | 0,07          | –             | 416           | 0,07          | –             |  |
| Totale         | Totale                                      | 594 779       | 100           | 7             | 594 779       | 100           | 4             |  |
|                |                                             |               |               |               |               |               |               |  |
| Schede bianche | Schede bianche                              | 14 008        | 2,25          |               |               |               |               |  |
| Schede nulle   | Schede nulle                                | 13 305        | 2,14          |               |               |               |               |  |
| Votanti        | Votanti                                     | 622 092       | 73,44         |               |               |               |               |  |
| Elettori       | Elettori                                    | 847 098       |               |               |               |               |               |  |

## Eletti

### Eletti nei collegi uninominali
Eletti nella coalizione di centro-destra (Lega - FI - FdI - NcI-UDC)
     Eletti nel Movimento 5 Stelle
| Collegio uninominale | Eletto | Eletto              | Partito |
| -------------------- | ------ | ------------------- | ------- |
| 4. Frosinone         |        | Francesco Zicchieri | Lega    |
| 5. Cassino           |        | Ilaria Fontana      | M5S     |
| 6. Terracina         |        | Paolo Barelli       | FI      |
| 7. Latina            |        | Giorgia Meloni      | FdI     |

1. ↑  In data 17.05.2022 aderisce al gruppo misto, non iscritti; in data 21.07.2022 al gruppo Italia Viva - Italia C'è.

### Eletti nella quota proporzionale
| Movimento 5 Stelle                         | Lega                              | Forza Italia      | Partito Democratico |
| ------------------------------------------ | --------------------------------- | ----------------- | ------------------- |
|                                            |                                   |                   |                     |
| Luca Frusone Raffaele Trano Enrica Segneri | Claudio Durigon Francesca Gerardi | Patrizia Marrocco | Claudio Mancini     |

1. ↑  In data 21.06.2022 aderisce al gruppo Insieme per il futuro.
2. ↑  In data 18.03.2020 aderisce al gruppo misto, non iscritti; in data 23.02.2021 alla componente «Alternativa».